# Juan Cabré
Juan Cabré Aguiló (Calaceite, 2 de agosto de 1882-Madrid, 2 de agosto de 1947) fue un arqueólogo español.

## Biografía
Realizó sus primeros estudios en Tortosa y Zaragoza. Más tarde continuó su formación en Madrid gracias a una beca de la Diputación de Teruel. Al mismo tiempo fue alumno de la Real Academia de Bellas Artes de San Fernando y realizó algún trabajo para el Museo del Prado. Esta sólida formación plástica es evidente en los excelentes dibujos que acompañan toda su obra de catalogación, especialmente en el caso del castro de la Mesa de Miranda.
Su inclinación por el dibujo y, más tarde, por la arqueología, parece que pudiera estar influida por el coleccionista Sebastián Monserrat de Zaragoza, quien le acercó a su colección formada por piezas de la cultura ibérica. En una fecha tan temprana como 1907 Cabré publicó su primer trabajo arqueológico en el Boletín de la Real Academia de Buenas Letras de Barcelona sobre las excavaciones en el Poblado ibérico de San Antonio de Calaceite. Fue nombrado por entonces Miembro Correspondiente de la Real Academia de la Historia y designado para la elaboración del Catálogo Monumental de España, en concreto, el de la provincia de Teruel.
Su formación se amplió gracias a una de las becas que la Junta para Ampliación de Estudios le concedió para visitar Francia, Alemania, Austria, Italia y Suiza.
Cabré inició sus investigaciones sobre la cultura ibérica en el sur de la península a partir de 1917, pero pronto se orientó a los pueblos de cultura celta del centro de España con las excavaciones de las Cogotas, Castro de los Castillejos (Sanchorreja) y el Castro de la Mesa de Miranda, todos ellos en la provincia de Ávila.
A partir de 1927 incorporó a su equipo a su hija, Encarnación Cabré, primera arqueóloga española, con la que firmó varios de sus trabajos. 
Es famoso su estudio de importantes muestras de arte rupestre, datadas entre el Auriñaciense y el Magdaleniense, en el interior de la cueva de los Casares (Riba de Saelices) y el descubrimiento de la cueva de la Hoz (Santa María del Espino) también con pinturas y grabados prehistóricos, ambas en la provincia de Guadalajara en el año 1934.
Finalizada la Guerra Civil, Cabré fue cesado como responsable del Museo Cerralbo, si bien en 1940 fue nombrado jefe de la sección de Prehistoria del Instituto Diego de Velázquez de Arte y Arqueología. En julio de 1942, obtuvo, por oposición, la plaza de preparador de la sección de Prehistoria y Edad Antigua del Museo Arqueológico Nacional, cargo que desempeñó hasta el momento de su muerte, el 2 de agosto de 1947.
El municipio de Calaceite le ha dedicado un museo, Museo Juan Cabré.

## Obras
- Cabré Aguiló, Juan; Cabré Herreros, Encarnación (calcos) (1934). «Las cuevas de los Casares y de la Hoz» (JPEG). Archivo español de Arte y Arqueología (Madrid). Archivado desde el original el 4 de marzo de 2016. Consultado el 6 de enero de 2013.
- ——— (1940). «Figuras antropomorfas de la Cueva de Los Casares (Guadalajara)». Archivo español de Arqueología (Madrid) (40).
- ——— (1934). «La Cueva de Los Casares». Anales de la Asociación española para el progreso de las Ciencias (Madrid). Año 1.
- ——— (25 de mayo de 1935). «Cave Art of some 30.000 years ago: a wonderful discovery in Spain». The Illustrated London News (en inglés) (Londres). Año 1.
- ———; Cabré Herreros, Encarnación (1935). «La Cueva de Los Casares, Riba de Saelices, Guadalajara (España)». XVI Congres International d'Antropologie et d'Archeologie Prehistorique (en francés). Bruselas.
- ———; Cabré Herreros, Encarnación (1998). Investigaciones de las Cuevas de los Casares y de la Hoz (1934-1941). Sigüenza: Librería Rayuela.
- ———; Cabré Herreros, Encarnación (29 de septiembre de 1935). «Neu entdeckte Felsenmalereien aus der alten Steinzeit Mittelspaniens». Die Umschau. Wissenschaft und Technik (en alemán) (Frankfurt am Main) (40): pp. 797-799.

## Galería

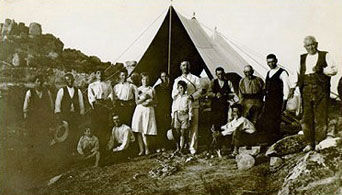
Juan Cabré, junto a su familia y una cuadrilla de obreros, en una campaña de excavación en los años 1930.
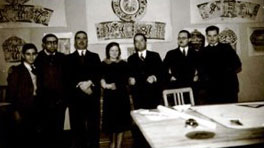
Despacho de Juan Cabré, hallado en el Instituto Diego Velázquez.
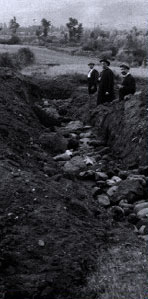
Juan Cabré, en una visita a la necrópolis de Hijes.
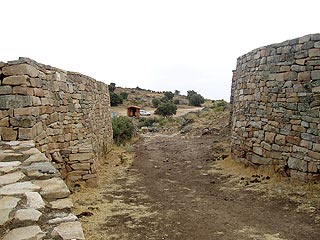
Castro de las Cogotas. Reconstrucción de la puerta principal.
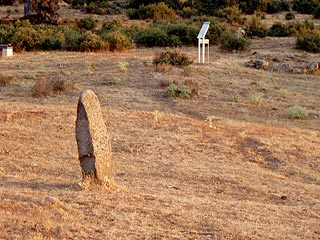
Castro de la Mesa de Miranda. Necrópolis.
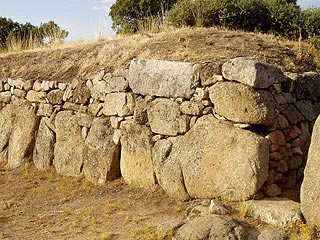
Castro de la Mesa de Miranda. Muralla ciclópea.
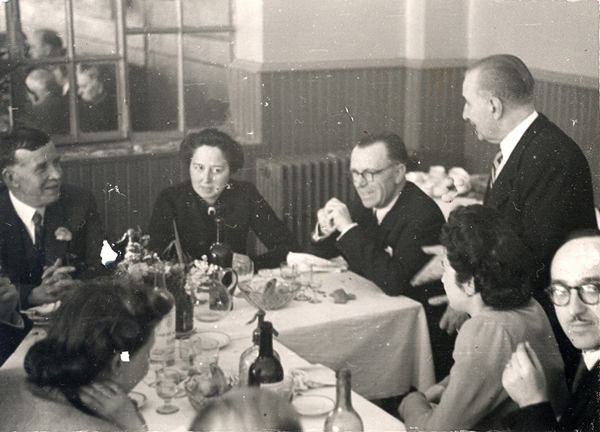
Juan Cabré, el primero por la izquierda.